# Magic Circle (studi legali)
Il Magic Circle (in italiano Cerchio magico) è un termine informale che descrive i cinque più prestigiosi studi legali multinazionali aventi sede a Londra, caratterizzati dai maggiori ricavi, dal lavoro più internazionalmente orientato e da una redditività costantemente superiore a quella del resto del mercato britannico. Coniato dai giornalisti legali negli anni '90, il termine fa generalmente riferimento a:
- Allen & Overy
- Clifford Chance
- Freshfields Bruckhaus Deringer
- Linklaters
- Slaughter and May

Esso viene solitamente contrapposto al Silver Circle (comprendente gli studi Macfarlanes e Travers Smith), i cui componenti hanno un fatturato inferiore rispetto ai membri del Magic Circle, ma profitti e ricavi medi ben al di sopra della media del Regno Unito.

## Classifica per fatturato, avvocati e PMA
| Posizione | Studio                         | Fatturato in mln. $ (2019) | Avvocati | Profitto medio per avvocato in $ |
| --------- | ------------------------------ | -------------------------- | -------- | -------------------------------- |
| 1.        | Clifford Chance                | $2 092                     | 2 174    | $962 000                         |
| 2.        | Allen & Overy                  | $2 027,8                   | 2 293    | $884 000                         |
| 3.        | Linklaters                     | $1 963,8                   | 2 305    | $852 000                         |
| 4.        | Freshfields Bruckhaus Deringer | $1 808,4                   | 1 955    | $925 000                         |
| 5.        | Slaughter and May              | $788,4                     | 540      | $1 460 031                       |

## Impatto della globalizzazione e rilevanza del termine
Nel 2013, la rivista specializzata The Lawyer ha sostenuto che il termine "Magic Circle" abbia perso la sua rilevanza, proponendo invece una nuova suddivisione a livello mondiale tra:
- Global Elite
  - Allen & Overy
  - Cleary Gottlieb Steen & Hamilton
  - Clifford Chance
  - Davis Polk & Wardwell
  - Freshfields Bruckhaus Deringer
  - Kirkland & Ellis
  - Latham & Watkins
  - Linklaters
  - Simpson Thacher & Bartlett
  - Skadden
  - Sullivan & Cromwell
  - Weil, Gotshal & Manges

- International Business
  - Ashurst
  - Baker McKenzie
  - DLA Piper
  - Herbert Smith Freehills
  - Hogan Lovells
  - Jones Day
  - King & Wood Mallesons
  - Norton Rose Fulbright
  - Sidley Austin
  - White & Case

- Super Boutique
  - Cravath, Swaine & Moore
  - Wachtell, Lipton, Rosen & Katz
  - Slaughter and May
  - Debevoise & Plimpton
  - Paul, Weiss, Rifkind, Wharton & Garrison